# Rex Reed
Rex Taylor Reed (n. 2 octombrie 1938, Fort Worth, Texas, SUA) este un critic american de film și fost coprezentator al emisiunii sindicalizate de televiziune At the Movies. El este autorul editorialului „On the Town with Rex Reed” pentru The New York Observer.

## Tinerețea
Reed s-a născut la 2 octombrie 1938, în Fort Worth, Texas, ca fiu l lui Jewell (născută Smith) și James M. Reed, director al unei companii petroliere. Într-un interviu acordat revistei The New York Times, Reed a declarat: „Mama mea provenea dintr-o familie de 10 de persoane din Oklahoma, iar vărul ei de-al doilea a fost Dalton Gang” și a adăugat: „Și când bunicul meu era băiețel, a fost legănat de Jesse James pe genunchi”.
A obținut licența în jurnalism la Universitatea de Stat din Louisiana în 1960. Acolo a început să scrie recenzii teatrale și cinematografice, nu numai pentru ziarul universității, The Daily Reveille, ci și pentru Baton Rouge Advocate. S-a mutat la New York după ce a absolvit studiile universitare, sperând să obțină succes ca actor. În schimb, a fost angajat să lucreze la departamentul de publicitate al companiei 20th Century Fox. În 1969 el a spus că trebuia să „scrie aceste lucruri umflate despre Elvis Presley și despre Fabian și să le spun tuturor cât de minunați erau ei când eu, nici mort, nu le-aș fi văzut filmele. [...] Cleopatra a fost lansat și a zguduit financiar compania. Economiseam bucățile de elastic și îi plăteam pe Elizabeth Taylor și Richard Burton să plutească pe Nil, în timp ce salariile tuturor celorlalți de la Fox au fost tăiate, iar eu am fost primul care a trebuit să plece - tipul tinerel cu un salariu de 75 de dolari, cel mai dispensabil element al companiei. Am fost concediat.” Mai târziu, în același deceniu, a realizat numeroase interviuri pentru The New York Times și New York, care era atunci suplimentul duminical al ziarului New York Herald Tribune. În anul 1966, anul în care Herald Tribune și-a încetat apariția, a fost angajat pe post de critic muzical la HiFi / Stereo Review (acum Sound &amp; Vision), un post în care a lucrat până la începutul anului 1973.

## Carieră

### Apariții în filme și la televiziune
Reed a jucat ocazional ca actor, precum în filmul Myra Breckinridge (1970) al lui Gore Vidal. A mai apărut, de asemenea, în filmele Superman (1978, ca el însuși), Inchon (1981) și Irreconcilable Differences (1984). A fost adesea judecător în emisiunea de televiziune The Gong Show la sfârșitul anilor 1970. Reed a făcut parte din juriul celui de-al 21-lea Festival Internațional de Film de la Berlin în 1971 și a apărut ca invitat în seria animată The Critic.
Rex Reed apare în documentarul For the Love of Movies: The Story of American Film Criticism, explicând cât de importanți erau criticii de film în anii 1970 și plângându-se cu privire la proliferarea unor critici necalificați pe Internet.

### Critic
Înainte de slujba sa actuală de critic de film pentru The New York Observer, Reed a fost critic de film pentru Vogue, GQ, The New York Times și Women's Wear Daily. Timp de treisprezece ani a fost un critic de artă la New York Daily News și timp de cinci ani a fost critic de film la New York Post. Este membru al New York Film Critics Circle și, pentru că recenziile sale apar pe Internet, este membru al New York Film Critics Online. A scris opt cărți, dintre care patru au fost profiluri bestseller de celebrități: Do You Sleep in the Nude?, Conversations in the Raw, People Are Crazy Here și Valentines & Vitriol. În anii 1960 și 1970 Reed a fost unul dintre cei mai solicitați și mai bine plătiți autori de profiluri de celebrități. Stilul său de scriere a fost considerat un model al noului jurnalism, iar profilul Avei Gardner a fost inclus și lăudat în antologia The New Journalism a lui Tom Wolfe.

## Scrieri
- Reed, Rex (1968). Do You Sleep In The Nude?. London: Allen. ISBN 0-491-00043-X.
- Reed, Rex (1969). Conversations In The Raw. New York: World. ISBN 0-491-00043-X.
- Reed, Rex (1974). People Are Crazy Here. New York: Delacorte Press. ISBN 0-440-07365-0.
- Reed, Rex (1977). Valentines & Vitriol. New York: Delacorte Press. ISBN 0-440-09336-8.
- Reed, Rex (1986). Personal Effects. New York: Jove Books. ISBN 0-441-66220-X.
- Reed, Rex (1992). Rex Reed's Guide to Movies on TV and Video, 1992-1993. Warner Books. ISBN 0-446-36206-9.

## Legături externe
- Rex Reed's New York Observer movie review archive
- New York Film Critics Circle biography
- Rex Reed la Internet Movie Database
- Who is Rex Reed? (NYTimes, 10 ianuarie 2018)